# Ageneiosus uranophthalmus
Ageneiosus uranophthalmus is een straalvinnige vissensoort uit de familie van de houtmeervallen (Auchenipteridae). De wetenschappelijke naam van de soort is voor het eerst geldig gepubliceerd in 2010 door Ribeiro & Rapp Py-Daniel.